# 谷口茂 (神学研究者)
谷口 茂（たにぐち しげる、1957年〈昭和32年〉3月23日 - ）は、日本の神学研究者。
専門は中世西洋哲学・トマス神学。神学修士、工学学士。

## 来歴
愛知県名古屋市出身。愛知工業大学工学部卒業後、南山大学文学部神学科学士編入。同学科最初の未信者一般学生。南山大学大学院文学研究科神学専攻へ進学。大学院時代は山田晶に師事。南山大学大学院文学研究科神学専攻博士後期課程満期退学。
21世紀の高齢者福祉を考える会（『ゆうゆうユア・ライフ』1989年、新世社）設立、参加を契機に、ゲマインダ・ハウス「青空の家」の社会福祉法人、施設、同時設立（1993年）にも関り、評議員を続ける。
南山国際中学校・高等学校宗教科教諭から、教頭として南山学園評議員も務め、南山学園第4代理事長のゲオルク・ゲマインダに始まる社会福祉教育に尽力した。学園協力企業の関連福祉法人施設やゲマインダ・ハウスでの活動も推進した。

## 論文
- 「神学と哲学―現代から見たトマス神学における哲学の位置―」『南山神学・別冊』第10号（南山大学大学院神学研究室、1993年）87～115頁
- 「説明と了解―科学と神学―」『日本カトリック神学会誌』第24号（日本カトリック神学会、2013年）67～86頁
- 「人となられた神と神となろうとする人―神学と進化思想との対話―」『日本カトリック神学会誌』第14号（日本カトリック神学会、2003年）155～176頁
- 「神は妄想である、ただ救いはそこにある―神学の世界解釈―」日本カトリック神学会、2011年学術大会発表
- 「神の知は進化思想に溶解されるのか―トマス神学とデネットが再構築した進化思想―」『中部哲学会年報』第41号（中部哲学会、2009年）72～84頁
- 「科学思想と宗教思想の精神観―現代の科学思想における普遍精神への傾きと、それに対するキリスト教的精神観からの批判―」科学基礎論学会、1998年講演会発表
- 「優生思想とその批判―問題の普遍性―」『中部哲学会年報』第50号（中部哲学会、2018年）161～177頁
- 「神の知に観られる個―救いの対象―」『日本カトリック神学会誌』第27号（日本カトリック神学会、2016年）251～272頁
- 「集合知・集積知・神の知」中部哲学会、2019年大会発表
- 「宗教教育の位置と目的」『日本カトリック神学会誌』第19号（日本カトリック神学会、2008年）49～62頁
- 「多様化の極限―復活に与かる個体性―」『日本カトリック神学会誌』第17号（日本カトリック神学会、2006年）171～181頁
- 「恩寵として自然を受取り得る根拠」『日本カトリック神学会誌』第21号（日本カトリック神学会、2010年）109～126頁
- 「人間の個体認識の問題―トマス『スンマ』Ⅰ,q.86,a.1およびq.89.a.4における―」『中世哲学研究VERITAS』第11号（京大中世哲学研究会、1992年）71～78頁
- 「トマス・アクィナスにおける個的歴史認識の普遍性」『中部哲学会紀要』第27号（中部哲学会、1995年）51～65頁
- 「トマスにおける神の働きの対象としての個物―神の内に留まる働きにおける―」『中世思想研究』第32号（中世哲学会、1990年）106～114頁
- 「トマスにおける神の働きの対象としての個物―神の外なる果に迄及ぶ働きにおける―」『南山神学・別冊』第9号（南山大学大学院神学研究室、1992年）177～202頁
- 「トマス神学における「個の普遍性」」『中部哲学会年報』第51号（中部哲学会、2019年）119～129頁
- 「「個物のイデア」はイデアとして矛盾か―トマス・アクィナスのイデア論―」『中部哲学会年報』第47号（中部哲学会、2015年）59～71頁
- 「トマス・アクィナスの神学におけるイデア論の位置付け」『南山神学・別冊』第7号（南山大学大学院神学研究室、1989年）1～70頁